# Abell 21
Abell 21 (nota anche come Nebulosa Medusa o Sh2-274) è una nebulosa planetaria visibile nella costellazione dei Gemelli.
Si osserva nella parte meridionale della costellazione, al confine col Cane Minore; può essere individuata tramite l'aiuto di 6 Canis Minoris, una stella di quarta magnitudine da cui la nebulosa dista appena 1°20' in direzione NNW. Grazie alle sue dimensioni e alla sua relativamente elevata luminosità, è un facile soggetto per l'astrofotografia amatoriale, se si dispone di un telescopio di potenza medio-alta. Il periodo più propizio per la sua osservazione nel cielo serale va da dicembre a maggio e gli osservatori dell'emisfero boreale sono leggermente più avvantaggiati, sebbene la bassa declinazione della nube la renda visibile da tutte le aree popolate della Terra.
La nebulosa appare come un intrico di filamenti luminosi orientati a formare una sorta di semiconferenza aperta sul lato nordoccidentale; il suo aspetto la rende molto simile ad un resto di supernova, al punto che inizialmente fu considerata come tale. In seguito, tramite le misurazioni sulle sue emissioni e della sua velocità di espansione, si scoprì la sua appartenenza alla classe delle nebulose planetarie, sebbene in una fase avanzata a causa della sua età, stimata attorno agli 8800 anni. La stella centrale, una nana bianca, si trova in una posizione particolare del Diagramma HR, al di sotto del ramo delle nane bianche, quasi sul bordo della fascia in cui trovano le stelle bianche di sequenza principale.